# Двадцать девятое правительство Израиля
Двадцать девятое правительство Израиля (ивр. ממשלת ישראל העשרים ותשע‎) было сформировано Ариэлем Шароном 7 марта 2001 года, после его победы над Эхудом Бараком на внеочередных выборах премьер-министра в 6 февраля того же года. Это был первый, и до настоящего времени единственный прецедент, когда выборы премьер-министра были проведены без одновременных выборов в Кнессет, и одним из первых актов нового правительства стала отмена закона о раздельных выборах в Кнессет и премьер-министра.
Несмотря на личный успех Шарона на выборах премьер-министра, его блок «Ликуд» не был самой большой партией в Кнессете, что привело к формированию коалиционного правительства, в которое вошли блок «Единый Израиль» (состоящий из партий «Авода» и «Меймад» и бывший крупнейшей фракцией в кнессете), ШАС, Партия центра, МАФДАЛ, «Яхадут ха-Тора», «Исраэль ба-Алия», «Ихуд леуми», «Новый путь» и «Гешер». Фракция ШАС вышла из правительства 23 мая 2002 года, но вернулась 3 июня, в то время как фракция «Единый Израиль» вышла из правительства 2 ноября 2002 года.
Правительство первоначально состояло из 26 министров и 15 заместителей министров, что делает его крупнейшим в израильской политической истории, в результате чего в здании Кнессета было установлено новое электронное табло стоимостью 10 тысяч долларов. В течение срока работы правительства в нём было четыре вице-премьера и восемь министров без портфеля, таким образом общее число министров выросло до 29. Салах Тариф, друз по национальности, входил в правительство в качестве министра без портфеля, это был первый прецедент появления в правительстве Израиля министра нееврейской национальности (ранее в него входили арабы, но на должности заместителей министров).
Двадцать девятое правительство находилось у власти до формирования Шароном тридцатого правительства Израиля 28 февраля 2003 года, после победы блока «Ликуд» на парламентских выборах 2003 года.

## Состав правительства
| Должность                                            | Имя, фамилия                                   | Партийная принадлежность  |
| ---------------------------------------------------- | ---------------------------------------------- | ------------------------- |
| Премьер-министр                                      | Ариэль Шарон                                   | Ликуд                     |
| Заместитель премьер-министра                         | Шимон Перес (до 2 ноября 2002)                 | Единый Израиль            |
| Заместитель премьер-министра                         | Сильван Шалом                                  | Ликуд                     |
| Заместитель премьер-министра                         | Натан Щаранский                                | Исраэль ба-Алия           |
| Заместитель премьер-министра                         | Эли Ишай1                                      | ШАС                       |
| Министр сельского хозяйства                          | Шалом Симхон (до 2 ноября 2002)                | Единый Израиль            |
| Министр сельского хозяйства                          | Ципи Ливни (с 17 декабря 2002)                 | Ликуд                     |
| Министр связи                                        | Реувен Ривлин                                  | Ликуд                     |
| Министр обороны                                      | Биньямин Бен-Элиэзер (до 2 ноября 2002)        | Единый Израиль            |
| Министр обороны                                      | Шауль Мофаз (с 4 ноября 2002)                  | Не был депутатом Кнессета |
| Министр образования, культуры и спорта               | Лимор Ливнат                                   | Ликуд                     |
| Министр охраны окружающей среды                      | Цахи Ханегби                                   | Ликуд                     |
| Министр финансов                                     | Сильван Шалом                                  | Ликуд                     |
| Министр иностранных дел                              | Шимон Перес (до 2 ноября 2002)                 | Единый Израиль            |
| Министр иностранных дел                              | Биньямин Нетаньяху (с 6 ноября 2002)           | Не был депутатом Кнессета |
| Министр здравоохранения                              | Ниссим Дахан1                                  | ШАС                       |
| Министр строительства                                | Натан Щаранский                                | Исраэль ба-Алия           |
| Министр абсорбции                                    | Ариэль Шарон                                   | Ликуд                     |
| Министр торговли и промышленности                    | Далия Ицик (до 2 ноября 2002)                  | Единый Израиль            |
| Министр торговли и промышленности                    | Ариэль Шарон (со 2 ноября 2002)                | Ликуд                     |
| Министр внутренних дел                               | Эли Ишай1                                      | ШАС                       |
| Министр внутренней безопасности                      | Узи Ландау                                     | Ликуд                     |
| Министр юстиции                                      | Меир Шитрит                                    | Ликуд                     |
| Министр по делам Иерусалима                          | Эли Суисса1                                    | ШАС                       |
| Министр труда и социального обеспечения              | Шломо Бенизри                                  | ШАС                       |
| Министр национальной инфраструктуры                  | Авигдор Либерман (до 14 марта 2002)            | Наш дом - Израиль         |
| Министр национальной инфраструктуры                  | Эффи Эйтам (с 18 сентября 2002)                | Не был депутатом Кнессета |
| Министр регионального развития                       | Ципи Ливни (до 29 августа 2001)                | Ликуд                     |
| Министр регионального развития                       | Рони Мило (с 29 августа 2001)                  | Партия центра             |
| Министр по делам религий                             | Ашер Охана                                     | Не был депутатом Кнессета |
| Министр науки, культуры и спорта                     | Матан Вильнаи                                  | Не был депутатом Кнессета |
| Министр социальной координации                       | Шмуэль Авиталь                                 | Не был депутатом Кнессета |
| Министр туризма                                      | Рехавам Зеэви (до 17 октября 2001)2            | Ихуд леуми                |
| Министр туризма                                      | Бенни Элон (17 октября 2001 — 14 марта 2002)   | Ихуд леуми                |
| Министр туризма                                      | Ицхак Леви (с 18 сентября 2002)                | Не был депутатом Кнессета |
| Министр транспорта                                   | Эфраим Сне (до 2 ноября 2002)                  | Единый Израиль            |
| Министр транспорта                                   | Цахи Ханегби (с 15 декабря 2002)               | Ликуд                     |
| Министр без портфеля                                 | Раанан Коэн (до 18 августа 2002)               | Единый Израиль            |
| Министр без портфеля                                 | Эффи Эйтам (8 апреля — 18 сентября 2002)       | Не был депутатом Кнессета |
| Министр без портфеля                                 | Давид Леви (8 апреля — 30 июля 2002)           | Гешер                     |
| Министр без портфеля                                 | Ицхак Леви (8 апреля — 18 сентября 2002)       | Не был депутатом Кнессета |
| Министр без портфеля                                 | Ципи Ливни (29 августа 2001 — 17 декабря 2002) | Ликуд                     |
| Министр без портфеля                                 | Дан Меридор (с 29 августа 2001)                | Партия центра             |
| Министр без портфеля                                 | Дан Наве                                       | Ликуд                     |
| Министр без портфеля                                 | Салах Тариф (до 29 января 2002)                | Единый Израиль            |
| Заместитель министра офиса премьер-министра          | Юрий Штерн (до 14 марта 2002)                  | Наш дом — Израиль         |
| Заместитель министра обороны                         | Далия Рабин-Философ (до 1 августа 2002)        | Новый путь                |
| Заместитель министра обороны                         | Вейцман Шири (12 августа — 2 ноября 2002)      | Единый Израиль            |
| Заместитель министра образования                     | Мешулам Нахари1                                | ШАС                       |
| Заместитель министра образования                     | Авраам Равиц (с 16 апреля 2001)                | Яхадут ха-Тора            |
| Заместитель министра финансов                        | Ицхак Коэн (со 2 мая 2001)                     | ШАС                       |
| Заместитель министра иностранных дел                 | Михаэль Мельхиор (до 2 ноября 2002)            | Единый Израиль            |
| Заместитель министра строительства                   | Меир Поруш (с 4 июня 2001)                     | Яхадут ха-Тора            |
| Заместитель министра абсорбции                       | Йоэль Эдельштейн                               | Исраэль ба-Алия           |
| Заместитель министра промышленности и торговли       | Эли Бен-Менахем (до 2 ноября 2002)             | Единый Израиль            |
| Заместитель министра внутренних дел                  | Давид Азулай (со 2 марта 2001)1                | ШАС                       |
| Заместитель министра внутренней безопасности         | Гидеон Эзра                                    | Ликуд                     |
| Заместитель министра труда и социального обеспечения | Ицхак Вакнин (со 2 мая 2001)1                  | ШАС                       |
| Заместитель министра национальной инфраструктуры     | Наоми Блюменталь (до 1 января 2003)            | Ликуд                     |
| Заместитель министра транспорта                      | Авраам Йехезкель (до 2 ноября 2002)            | Единый Израиль            |
| Заместитель министра транспорта                      | Софа Ландвер (12 августа — 2 ноября 2002)      | Единый Израиль            |

1Министры от партии ШАС ушли в отставку между 20 и 23 мая 2002 года, но вернулись в правительство 3 июня. Во время их отсутствия их обязанности исполнял Ариэль Шарон (за исключением министра по делам Иерусалима).
2Зеэви был убит террористом.